# Hermann Süß
Hermann Süß (* 1932 in Nürnberg; † 2019 in Fürstenfeldbruck) war ein deutscher Experte für Jiddistik. In Fachkreisen machte er sich durch die Wiederentdeckung und Rekonstruktion der Bibliothek von Johann Christoph Wagenseil einen Namen.

## Leben
Hermann Süß kam 1932 in Nürnberg zur Welt. Nach dem Abitur 1953 wollte er zunächst Volksschullehrer werden, brach aber im Referendariat den Schuldienst ab und wurde Schaffner. Sein Interesse für die jiddische Sprache resultierte aus gewissen Ähnlichkeiten mit dem ostfränkischen Dialekt. Später versuchte er nach eigenen Angaben seine Einsatzrouten immer so zu legen, dass er seinen Dienst mit Forschungen in Bibliotheken verknüpfen konnte.
1979 entdeckte er in der Universitätsbibliothek Erlangen die verschollen geglaubte Sammlung alter jiddischer Drucke des Altdorfer Hebraisten Wagenseil (1653–1705). Er stellte den Fund auf der Internationalen Konferenz für Jiddisch 1979 in Oxford vor. Anschließend katalogisierte er die Drucke, zusammen mit Hartmut Bobzin.
Als Anfang der 1980er-Jahre altjiddische Schriften in der „Geniza“ der Synagoge in Veitshöchheim auftauchten, beteiligte sich Süß an deren Rettung. Noch zu DDR-Zeiten begann er mit Hilfe eines DFG-Stipendiums mit der Erschließung der judaistischen und hebraistischen Bestände der Universitätsbibliothek Rostock.

## Auszeichnungen
1997 verlieh ihm die Universität Erlangen die Ehrendoktorwürde. 2008 bekam er den Akademiepreis der Bayerischen Akademie der Wissenschaften.